# Aleuropteryx vulgaris
Aleuropteryx vulgaris är en insektsart som beskrevs av Meinander 1972. Aleuropteryx vulgaris ingår i släktet Aleuropteryx och familjen vaxsländor. Inga underarter finns listade i Catalogue of Life.